# San Pietro Mosezzo
San Pietro Mosezzo är en ort och kommun i provinsen Novara i regionen Piemonte i Italien. Kommunen hade 1 995 invånare (2018).